# Villa de Poggioreale
La Villa de Poggioreale, fuera de las murallas de Nápoles, fue uno de los edificios renacentistas más importantes del reino. Estaba situado en una zona entre el camino actual de Campo Santa Maria, al occidente, y el núcleo de la población de Poggioreale. Desaparecida en la actualidad, el diseño de la villa tuvo un éxito considerable, especialmente por su mención en el Libro III del Tratado de la arquitectura de Sebastiano Serlio.

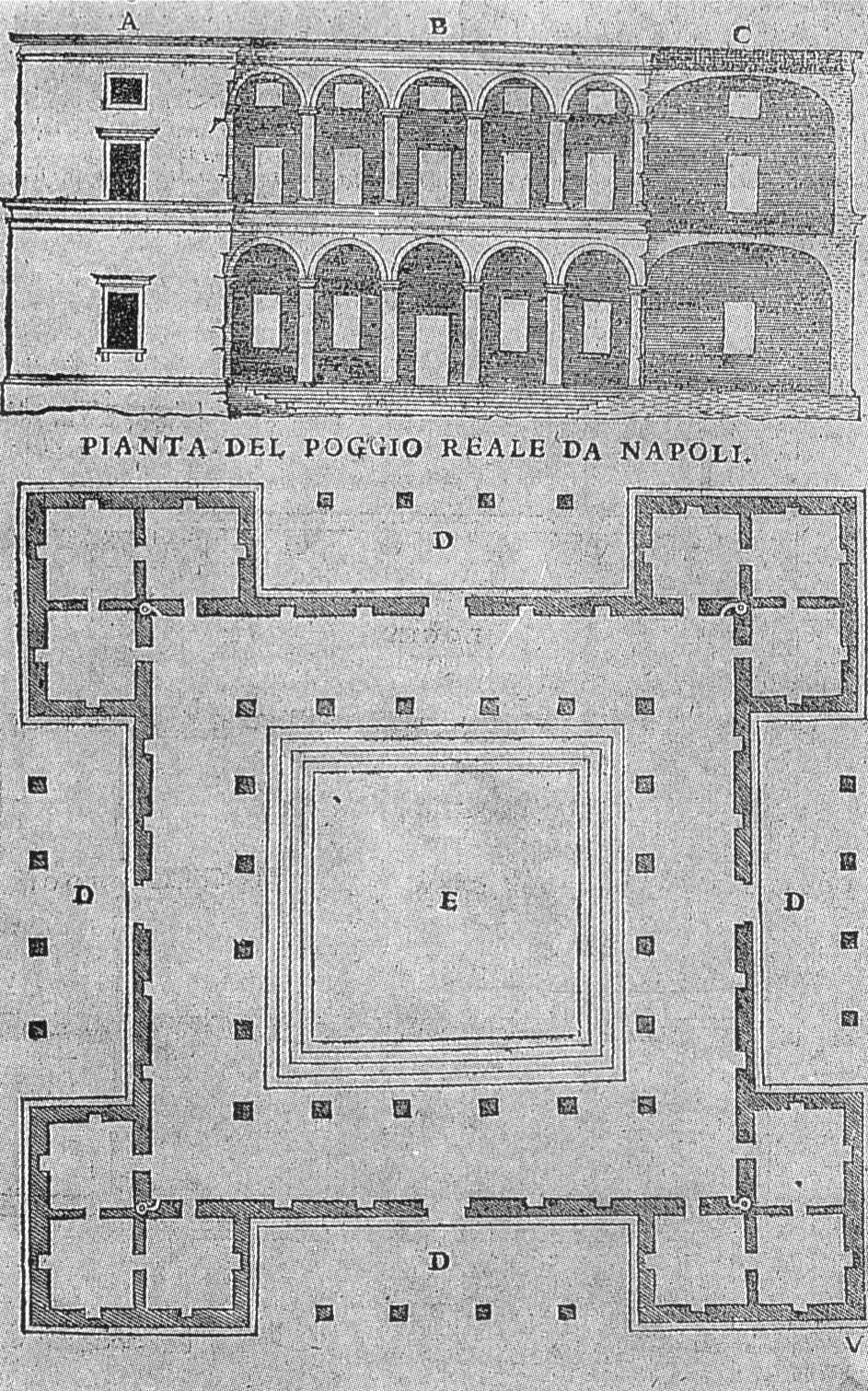
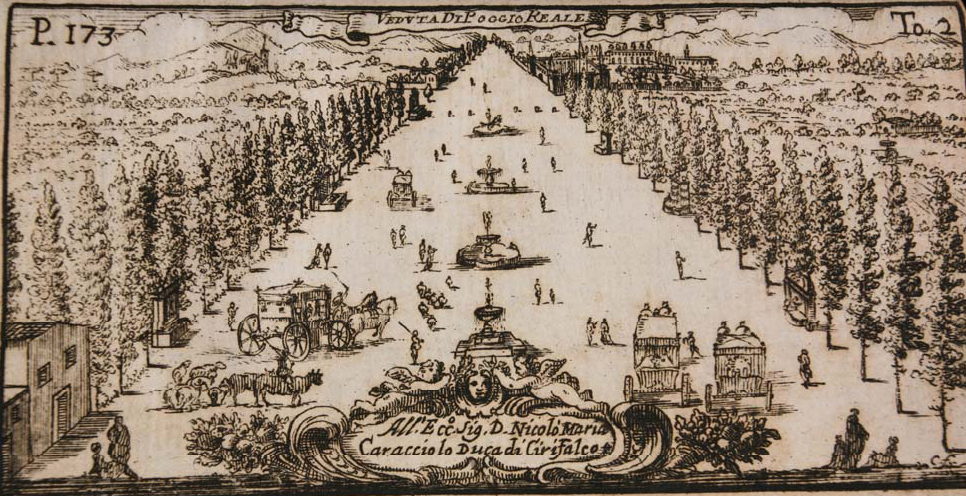

No debe confundirse con la Villa de Poggioimperiale, en Florencia, ni con la Villa di Poggio Reale, en Rufina.

## Historia
En la zona había un acueducto llamado del Toro (o Volla) que por tuberías subterráneas llevaba las aguas del Sarno a la ciudad, y llenaba el tanque llamado Dogliuolo, del latín  Doliolum Dolium (bañera). La zona del valle de Dogliuolo fue una extensión de humedales, a pesar de varios intentos de drenarlos realizados por los Anjou y los reyes de Aragón. En consecuencia, en 1485, el rey Ferrante I de Nápoles mandó realizar la recuperación de la zona, por medio de desagües, ya que en los charcos radicaba la malaria que se extendía hasta la capital. 
Al mismo tiempo en el área limítrofe se construyeron numerosas villas de recreo para la nobleza napolitana del Renacimiento. Alrededor de 1487, el duque de Calabria y futuro rey Alfonso II, se fijó en Poggioreale para buscar una finca (la Doglioli) donde construir una residencia real campestre fuera de las murallas, tal vez a imitación de lo que estaba haciendo su aliado Lorenzo el Magnífico. 
Para la construcción del edificio y sus dependencias, Alfonso utilizó su autoridad para expropiar tierras destinadas al nuevo edificio, a menudo sin compensación, además de quitar el agua a algunas fincas que pertenecían a Gian Battista Brancaccio. El proyecto se le encargó al arquitecto florentino Giuliano da Majano quien llegó a la ciudad en 1487 con conocimientos sobre las villas que se estaban construyendo en Florencia, y comenzó a trabajar en la dirección de obras hasta su muerte en 1490. Para entonces el edificio estaba sustancialmente construido y ya se utilizaba parcialmente. La obra fue continuada luego, tal vez por Francesco di Giorgio y discípulos de Maiano, convirtiéndose en el lugar privilegiado para la recepción de la corte. 
En 1494, debido a la invasión francesa liderada por Carlos VIII, el rey Alfonso huyó a Sicilia y la villa napolitana perdió los objetos más preciosos, poco después el edificio cayó en el olvido y, más tarde, para hacer frente a problemas económicos, el rey Fernando II de Nápoles vendió partes de la villa (incluyendo jardines que fueron utilizadas para el cultivo). Fue en la propiedad donde se libró la batalla de Odet de Foix para la conquista de Nápoles. Debido a la destrucción del acueducto, se desató una epidemia de malaria que destruyó el ejército francés, esa fue la causa de que los franceses tuvieron que retirarse y, al mismo tiempo, el área de Poggioreale volvió a no ser saludable y tuvo que esperar varios años cuando se volvió a drenar y tras esto se pudo volver a recuperar las tierras de los alrededores. 
La villa fue utilizada también para importantes acontecimientos, como un acto de Carlos V en 1535.
Debido a los terremotos, especialmente al de 1582, la villa comenzó a necesitar de una consolidación de sus estructuras. 
En 1604 comenzó el renacimiento del complejo. El virrey Juan Alonso Pimentel de Herrera decidió embellecer la ubicación del palacio real, con filas de árboles y fuentes. Sin embargo, con la peste de 1656 el complejo se deterioró de nuevo. 
El montículo de Poggioreale se convirtió desde ese momento, en el lugar de entierro para los leprosos y la villa deseada por el rey Alfonso II cayó en el olvido y fue vendida, como lo demuestran los documentos del siglo XVIII, a los Miroballo. Uno de los miembros de esa familia, en 1789 , habla explícitamente de caducidad el palacio y sus jardines reducido a campos de cultivo. 
En 1762, a poca distancia del sitio real fue construido por Ferdinando Fuga un cementerio; mientras que, a principios del siglo XIX, fue diseñado por Francesco Maresca, Stefano Gasse, Malesci Luigi y Ciro Cuciniello el cementerio Poggioreale, que fue construido sobre las ruinas de la casa anterior, lo que llevó a su total desaparición, por lo que es difícil conocer hasta la misma ubicación de los pilares del edificio.

## Arquitectura y arte
La villa fue la culminación de la conversión gradual del estilo y las formas del Renacimiento napolitano de finales del siglo XV, bajo la casa de Aragón. 
Todavía se puede tener una idea del aspecto de la villa gracias al Tratado de Sebastiano Serlio, que la convirtió en modelo imitado por la arquitectura del siglo XVI. 
El edificio principal se caracteriza por un sistema muy original, con reminiscencias de la Antigüedad, adaptada a las necesidades del momento. Su tipología base era la villa romana con peristilo, a la que se añadieron las necesidades de defensa de un castillo medieval y las de residencia, recreación y representación de una corte de finales del quattrocento. 
Poseía un edificio relativamente pequeño, caracterizado por una parte principal cuadrangular, con cuatro alas en las esquinas, similares a las torres angulares, pero de igual altura que el resto del edificio. El edificio era porticado en su interior, en torno a un patio cuadrado, pavimentado con baldosas de cerámica vidriada, hundidos cinco pasos, que recuerda los modelos de las termas antiguas. El teatro, siguiendo un modelo de Vitruvio, podría ser cubierto con un suelo de madera que se utiliza para fiestas y espectáculos, o que se inundaba como un efecto escénico. 
El diseño que hizo Serlio, que nunca vio el edificio, no se corresponde perfectamente a la construcción, sobre todo porque representa cuatro arcadas en el centro de las fachadas del exterior que nunca se realizaron. Serlio tampoco tiene en cuenta el techo de madera que parece transformar el patio en una gran sala central. Por último, el edificio no era un cuadrado perfecto, sino un rectángulo, como se puede observar en la iconografía conservada.
El edificio principal tenía un jardín cuadrado antepuesto y un patio lateral con edificios de servicio. El complejo continuaba con una casa de campo en dos plantas, un estanque de peces y zonas ajardinadas, siempre lateralmente respecto al edificio principal. 
En el interior había frescos de los principales artistas, incluidos los de Pedro e Hipólito Donzello, que representaban episodios de la guerra de Alfonso contra los barones unos años antes. 
De especial belleza eran los jardines a la italiana decorados con fuentes exuberantes. Notable fue también la presencia de esculturas, incluso antiguas, que estaban dispersas en el edificio y en varias partes del jardín. El diseño de los jardines puede haberse debido, al menos en parte, a Fray Giocondo y Pacello de Mercogliano. Los dos siguieron a Carlos VIII de Francia para ocuparse, especialmente el segundo, de los jardines de las residencias reales. 
El complejo se completaba con un gran parque, que se utilizaba como zona de caza privada, que llegaba al mar.